# Winchester (Nagy-Britannia)
Winchester Anglia déli részén fekvő történelmi város. Lakossága kb. 41 000 fő, akik a város középpontjától mérve egy 5 km-es sugarú körön belül laknak. Ez a City of Winchester helyi önkormányzati kerület része, mely sokkal nagyobb területet foglal magában, és Hampshire közigazgatási központja, megyeszékhelye. A város az Angliát egyesítő angolszász állam, Wessex, majd ezt követően a 10. században és a 11. század nagy részében egész Anglia fővárosa volt.

## Történelme

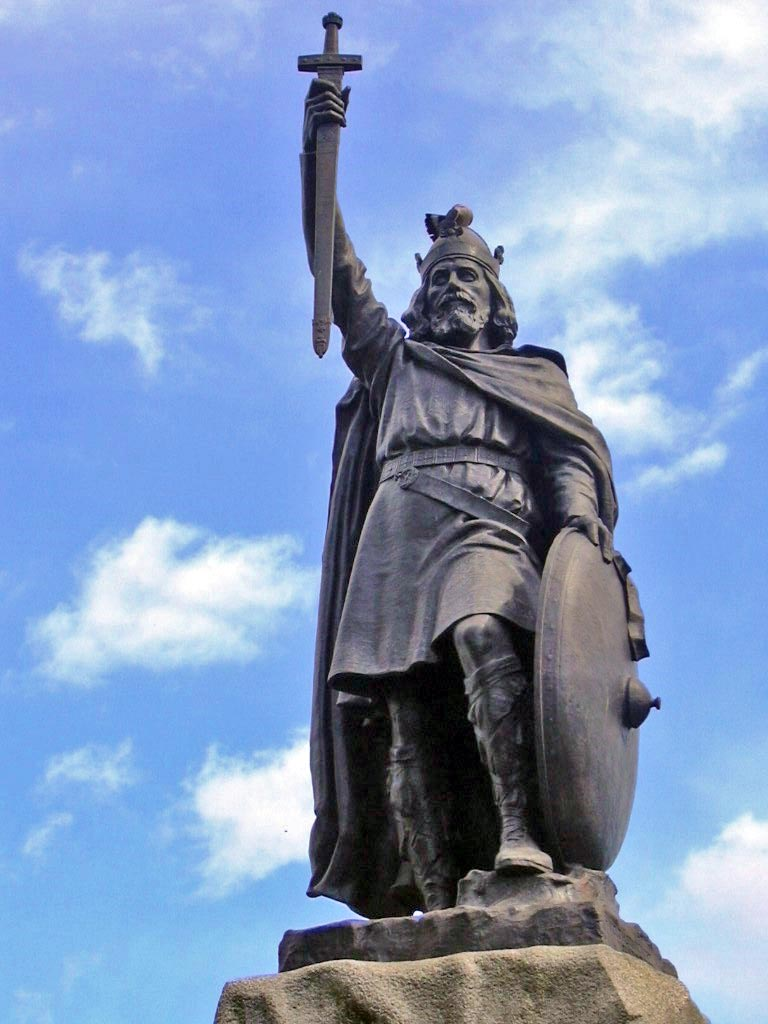
Hamo Thornycroft szobra

Már a rómaiak előtti időkben is lakott terület volt, és bizonyítékok vannak arra, hogy a vaskorban hegyi erődítmények védték a várost. A római időben itt állt a jelentős város, Venta Belgarum.
A városnak fontos szerep jutott a kora középkori állam, Wessex székhelyeként is. Ezt a címet 519-től viseli. Habár nem ez volt az egyetlen központ, Egbert 827-ben a királyság legfőbb központját itt alakította ki. A Nagy Alfréd által kidolgozott utcahálózat még ma is működik, most is ezt a rendszert használják. A város része volt a sziget déli részén végigfutó erődrendszernek. Ezt a rendszert szintén Alfréd hozta létre, hogy megvédje a királyságot. A régi város határai egyes helyeken még ma is felfedezhetők. Ezt régebben, a szász időkben fa barikádok védték, ma kőfal áll a helyén. Négy nagy kapu volt a falon, egy-egy a fal északi, keleti, déli és nyugati oldalán. A város Wessex fennállása alatt végig annak központja volt, majd később Anglia legfontosabb városa, míg a normann hódítást követően London lett az ország közigazgatási központja. A városban pusztító tűz meggyorsította a hanyatlást.
William of Wykeham fontos szerepet játszott a város történelmében: Winchester püspökeként ő volt a felelős a székesegyház megépítéséért. A püspök alapította meg a Winchester College-ot és Oxfordban a New College-ot.
A középkorban a városnak fontos szerep jutott a fakereskedésben hanyatlása előtt. Szent Swithun a város püspöke volt a kilencedik század közepén.
Jane Austen, a híres író 1817. július 18-án a városban hunyt el, és a székesegyházban temették el.

## Fontos épületek
Winchester leghíresebb épülete a Great Hall, a Winchester Castle egyetlen fennmaradt 12. századi része, 1222 és 1235 között újjáépítették, és ma is ebben a formában maradt fenn. Itt van az Artúr király kerekasztala, ami legalább 1463 óta van a teremben. Az asztal a 13. századból származik, így ez nem lehet az a kerekasztal. Ennek ellenére idegenforgalmi látványosság, amely sok turistát vonz. Az asztal eredetileg festetlen volt, de VIII. Henrik kifestette. A szélén olvashatóak a kerekasztal lovagjainak, a trónnál pedig Artúr király neve.

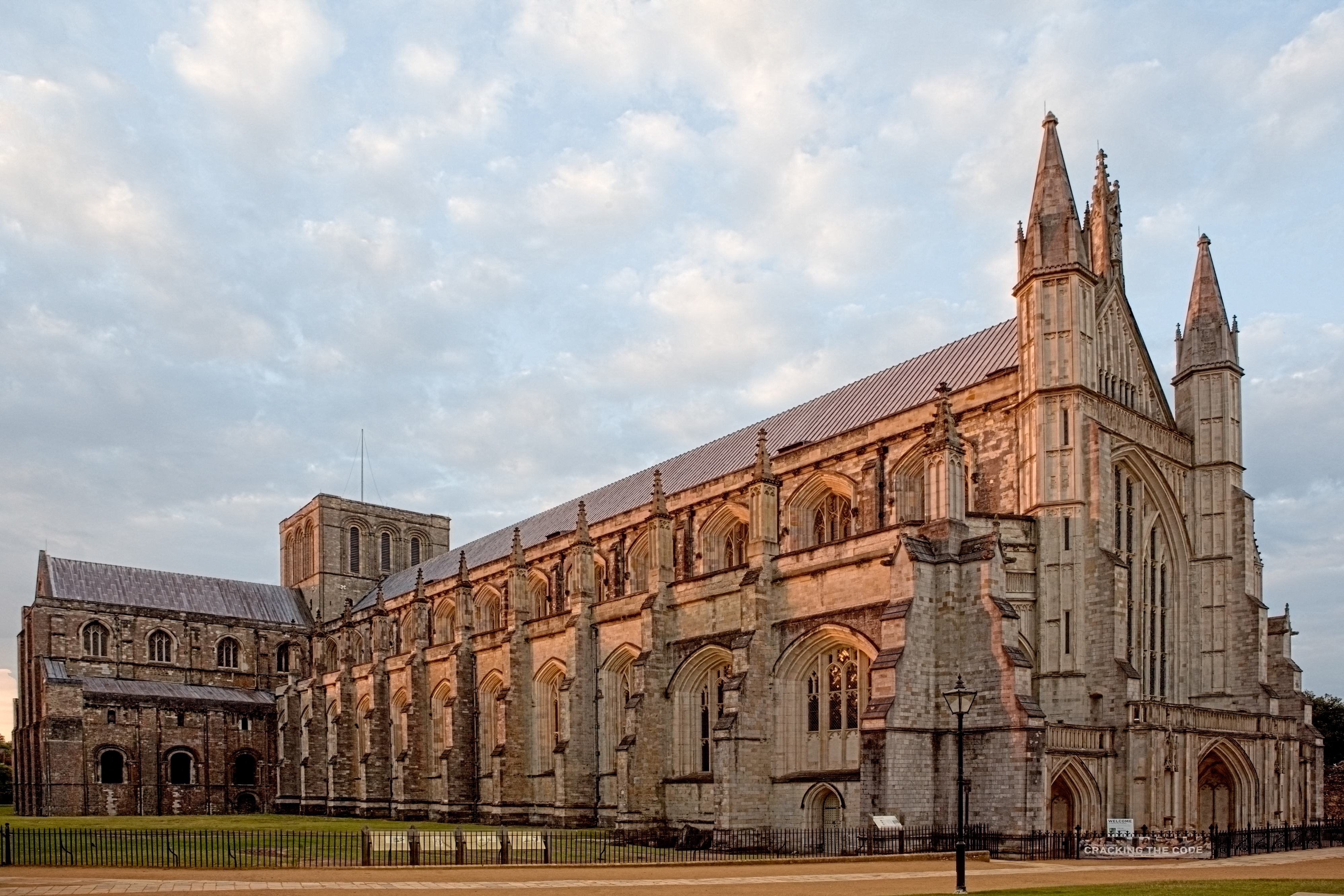
A winchesteri katedrális

A Great Hallt körülölelő területen egy középkori kertet hoztak létre a Wedding Gates és a Law Courts mellett.
Szintén a híres történelmi építmények közé tartozik a winchesteri katedrális, a Royal Hampshire County Hospital, és az 1382-ben alapított Winchester College. Itt van az ország legmagasabb középiskolája, a Peter Symonds College.
A történelem folyamán sok vízimalom volt a városban, amiket az Itchen hajtott. Ezek közül az egyiket, a Winchester City Malmot újjáépítették, és ismét búzát őrölnek benne.

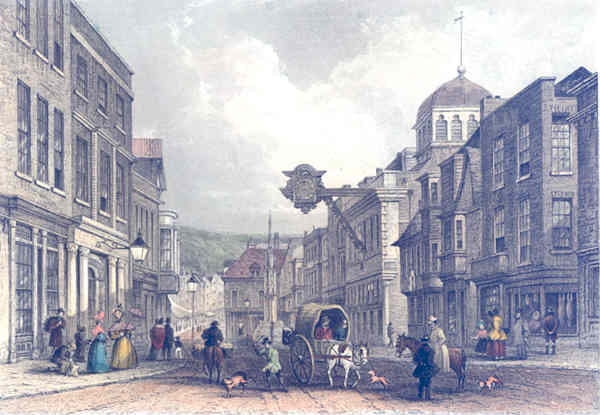
A winchesteri városháza, 1871

## Sport
Winchester focicsapata az 1884-ben alapított Winchester City F. C. A csapat mottója: Sok férfi, egy lélek. Jelenleg a Sydenhams Wessex League Division I-ben játszik.
A város rögbicsapata a Winchester RFC, atlétikacsapata pedig a Winchester and Districts AC.
A város hokiklubjában tíz férfi és három női csapat található.